# Roger Vidosa
Roger Vidosa Riba (La Massana, 29 febbraio 1984) è un ex sciatore alpino andorrano.

## Biografia

### Stagioni 2000-2009
Sciatore polivalente attivo in gare FIS dal dicembre del 1999, Vidosa esordì in Coppa Europa il 21 gennaio 2004 ad Altenmarkt-Zauchensee, piazzandosi 66º in discesa libera, ai Campionati mondiali a Bormio/Santa Caterina Valfurva 2005, dove si classificò 39º nello slalom gigante e 36º nello slalom speciale, e ai Giochi olimpici invernali a Torino 2006, dove fu 50° nella discesa libera, 27° nello slalom speciale e 28° nella combinata.
Nel 2007 esordì in Coppa del Mondo, il 20 gennaio a Val-d'Isère in discesa libera (61º), e partecipò ai Mondiali di Åre, classificandosi 46º nella discesa libera, 55º nel supergigante, 28° nella supercombinata (suo miglior piazzamento iridato in carriera) e non completando lo slalom gigante e lo slalom speciale. Il 12 dicembre 2008 ottenne a Val-d'Isère in supercombinata il suo miglior piazzamento di carriera in Coppa del Mondo, nonché unici punti nel circuito: il 22º posto.

### Stagioni 2010-2013
Ai XXI Giochi olimpici invernali di Vancouver 2010, suo congedo olimpico, Vidosa fu 48° nella discesa libera, 33° nel supergigante, 25° nella supercombinata e non concluse lo slalom gigante e lo slalom speciale; l'anno dopo ai Mondiali di Garmisch-Partenkirchen si piazzò 29º nel supergigante, 40º nello slalom gigante, 32º nello slalom speciale e nuovamente 28º nella supercombinata (come quattro anni prima a Åre); non completò invece la prova della discesa libera. Sempre nel 2011, il 16 marzo a Formigal, colse in slalom speciale il suo miglior piazzamento di carriera in Coppa Europa, il 27º posto, mentre la sua ultima gara di Coppa del Mondo fu la supercombinata di Chamonix del 5 febbraio 2012, che non portò a termine.
Nel corso della sua ultima stagione agonistica, 2012-2013, lo sciatore andorrano partecipò ai suoi ultimi Campionati mondiali, Schladming 2013, piazzandosi 40º nello slalom gigante; la sua ultima gara in carriera fu lo slalom gigante di Coppa Europa disputato a Soldeu il 3 marzo dello stesso anno, che non completò.

## Palmarès

### Coppa del Mondo
- Miglior piazzamento in classifica generale: 134º nel 2009

### Coppa Europa
- Miglior piazzamento in classifica generale: 196º nel 2011

### South American Cup
- Miglior piazzamento in classifica generale: 14º nel 2004
- 1 podio:
  - 1 secondo posto

### Campionati andorrani
- 13 medaglie[1]:
  - 7 ori (slalom speciale nel 2004; slalom gigante, slalom speciale nel 2007; slalom gigante, slalom speciale nel 2008; slalom gigante nel 2010; slalom gigante nel 2012)
  - 4 argenti (slalom gigante nel 2004; slalom gigante nel 2006; supercombinata, slalom gigante nel 2012)
  - 2 bronzi (slalom speciale nel 2002; slalom speciale nel 2003)